# Karl-Erik Nilsson (brottare)
Karl-Erik Nilsson, född 4 januari 1922 i Stehag, död 14 december 2017 i Limhamn, var en svensk brottare. Han var svensk mästare 1950–1956. Olympisk guldmedaljör 1948 i London, olympisk bronsmedalj 1952 i Helsingfors och 1956 i Melbourne.
Nilsson var en grekisk-romersk brottare som tävlade för klubben GAK Enighet i Malmö. Han brottades i lättungvikt och var under sin yrkestid brandman. Han deltog bland annat i världsmästerskapen 1950 i Stockholm, där han slutade på 4:e plats.
Nilsson är begravd på Limhamns kyrkogård.